# القنحية (الجميمة)

تعديل مصدري - تعديل

القنحية هي إحدى قرى عزلة جفنة بمديرية الجميمة التابعة لمحافظة حجة، بلغ تعداد سكانها 148 نسمة حسب تعداد اليمن لعام 2004.